# Chorągiew husarska litewska Pawła Jana Sapiehy

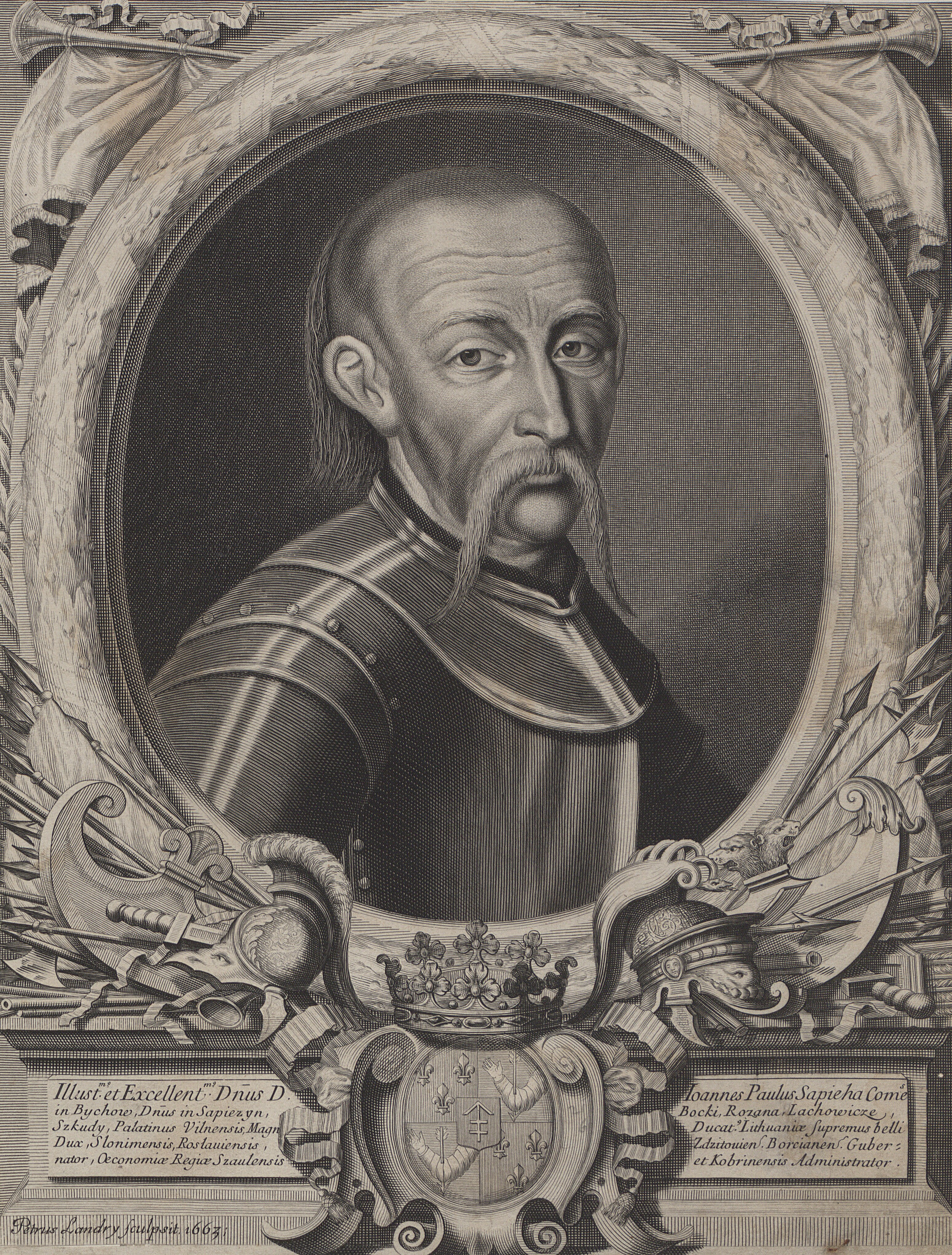
Paweł Jan Sapieha

Chorągiew husarska litewska Pawła Jana Sapiehy – chorągiew husarska litewska połowy XVII wieku, okresu wojen ze Szwedami.
Szefem tej chorągwi był hetman wielki litewski Paweł Jan Sapieha herbu Lis, natomiast porucznikiem strażnik litewski Władysław Jerzy Chalecki.
Chorągiew wzięła udział w wojnie polsko rosyjskiej 1632 – 1634, w składzie Grupie Krzysztofa Radziwiłła (młodszego); we wrześniu 1633 roku liczyła 120 koni. Wzięła także udział w bitwie pod Warszawą pod koniec lipca 1656 roku.